# Tim Tscharnke
Tim Tscharnke (n. 13 decembrie 1989, Weißenfels, Republica Democrată Germană, Germania) este un schior de fond ce a reprezentat Germania, medaliat olimpic. A participat la 2 ediții ale Jocurilor Olimpice (2010, 2014) în care a câștigat o medalie de argint.